# Peter Murray-Rust

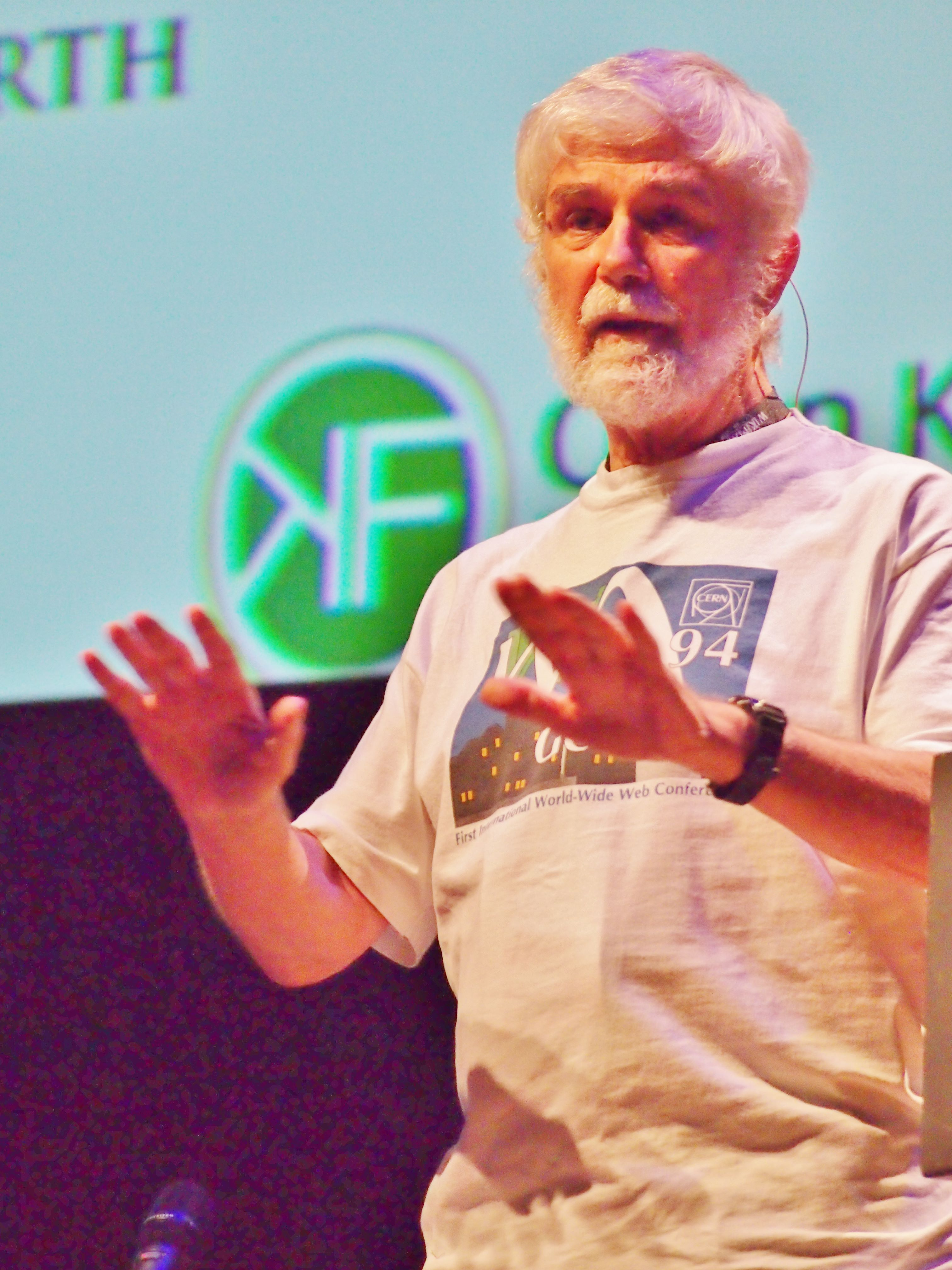
Peter Murray-Rust

Peter Murray-Rust (* 1941 in Guildford) ist ein britischer Chemiker.

## Leben
Nach seiner Ausbildung an der Bootham School in York und am Balliol College der Oxford University, wo er 1969 bei C. Keith Prout promovierte, arbeitete Murray-Rust als Lecturer an der University of Stirling. 1982 wechselte er in die Forschungsabteilung von Glaxo. Von 1996 bis 2000 war er Professor für Pharmazie an der University of Nottingham, wo er die Virtual School of Molecular Sciences aufbaute. Zurzeit ist er Reader University of Cambridge und Senior Research Fellow des Churchill College.
Einer seiner Forschungsschwerpunkte ist die automatisierte Analyse von Daten in wissenschaftlichen Publikationen und die Entwicklung von virtuellen Communities und des semantischen Webs. Er war beteiligt an der Entwicklung von verschiedenen Auszeichnungssprachen, zum Beispiel der Chemical Markup Language. Er ist prominenter Fürsprecher von Open Data, vor allem in der Wissenschaft.
Murray-Rust ist im Beirat der Open Knowledge Foundation.
Zusammen mit einigen anderen Chemikern war er 2005 ein Gründungsmitglied der Blue-Obelisk-Bewegung.

## Werke (Auswahl)
- Peter Murray-Rust, Henry S. Rzepa: Chemical Markup, XML, and the Worldwide Web. 1. Basic Principles. In: Journal of Chemical Information and Computer Sciences. Jg. 39, Heft 6, 1999, ISSN 0095-2338, S. 928–942, doi:10.1021/ci990052b (englisch).
- Petr Murray Rust, Henry S. Rzepa: Scientific Publications in XML – towards a global knowledge base. In: Data Science. Band 1, 2002, ISSN 1683-1470, S. 84–98 (englisch).